# Didemnum tabulatum
Didemnum tabulatum är en sjöpungsart som beskrevs av Sluiter 1909. Didemnum tabulatum ingår i släktet Didemnum och familjen Didemnidae. Inga underarter finns listade i Catalogue of Life.